# برايان جوب
برايان جوب (بالإنجليزية: Brian Job) هو سباح أمريكي، (ولد في وارن في الولايات المتحدة 1951 – 2019 م)

## روابط خارجية
- برايان جوب على موقع الاتحاد الدولي للسباحة (الإنجليزية)
- برايان جوب على موقع أوليمبيديا (الإنجليزية)